# تل حمام (الرقة)
حمام التركمان قرية سورية تتبع ناحية سلوك في منطقة تل أبيض في محافظة الرقة. بلغ عدد سكانها 2505 نسمة في عام 2004 حسب إحصاء المكتب المركزي للإحصاء.